# Lumbarda
Lumbarda je turistično naselje in manjše pristanišče na skrajnem vzhodnem delu otoka Korčula, ki je središče občine Lumbarda, ki je del Dubrovniško-neretvanske županije.
Lumbarda je zelo mirno turistično mestece z lepimi strarimi kamnitimi hišami. Naselje in občina, v kateri stalno živi 1221 oz. 1217 prebivalcev (popisa 2001 in 2021), ima dva dela: stari del, ki leži nad zalivčkom Prvi Žal, in novejši del ob obali. Prebivalci se ukvarjajo s poljedelstvom, vinogradništvo, ribištvom, kamnoseštvom in turizmom. S Korčulo, od katere je oddaljena okoli 6 km jo povezuje lokalna cesta. Ob zelo razčljenjeni obali med zalivi Bili Žal, Pržina in Račište so številne lepe peščene plaže. Vzhodno od naselja se razprostira Lumbardsko polje, na katerem dobro uspeva vinska trta iz katere prideljujejo poznano vino "grk".

## Pristanišče
Pristanišče varuje 50 m dolg valobran na koncu katerega je svetilnik. Iz pomorske karte je razvidno, da svetilnik oddaja svetlobni signal: R Bl 3s. Dobro sidrišče za jadrnice in manjše ladje je v sosednjem zalivu Rašišće. To sidrišče pred veter|vetrovi dobro ščiti otoček Vrnik.

## Zgodovina
V okolici Lumbarde so našli številne najdbe (napisi v kamnu, lončevina, kovanci), ki pričajo o tem, da je bilo to področje poseljeno že v grški dobi. Najpomembnejša najdba je t. i. Lumbardska psefizma, ki so jo našli na griču Koludrt, severno od naselja, pri cerkvici sv. Ivana. To je v kamen vklesan odlok skupščine priseljencev , verjetno iz 4. stoletja pr. n. št., o razdelitvi zemlje med priseljence in iz tega izhajajočih obveznosti. V sami Lumbardi se nahajajo še srednjeveška cerkev, nekaj letnih počitniških hišic nekdanjik korčulanskih patricijev iz 15. stoletja, ter rojstni hiši kiparjev Frana Kršinića in Ivana Lozice.

## Demografija
| Pregled števila prebivalcev po letih | Pregled števila prebivalcev po letih | Pregled števila prebivalcev po letih | Pregled števila prebivalcev po letih | Pregled števila prebivalcev po letih | Pregled števila prebivalcev po letih | Pregled števila prebivalcev po letih | Pregled števila prebivalcev po letih | Pregled števila prebivalcev po letih | Pregled števila prebivalcev po letih | Pregled števila prebivalcev po letih | Pregled števila prebivalcev po letih | Pregled števila prebivalcev po letih | Pregled števila prebivalcev po letih | Pregled števila prebivalcev po letih |
| ------------------------------------ | ------------------------------------ | ------------------------------------ | ------------------------------------ | ------------------------------------ | ------------------------------------ | ------------------------------------ | ------------------------------------ | ------------------------------------ | ------------------------------------ | ------------------------------------ | ------------------------------------ | ------------------------------------ | ------------------------------------ | ------------------------------------ |
| 1857                                 | 1869                                 | 1880                                 | 1890                                 | 1900                                 | 1910                                 | 1921                                 | 1931                                 | 1948                                 | 1953                                 | 1961                                 | 1971                                 | 1981                                 | 1991                                 | 2001                                 |
| 580                                  | 703                                  | 831                                  | 1029                                 | 1197                                 | 1349                                 | 1349                                 | 1243                                 | 1185                                 | 1235                                 | 1142                                 | 1068                                 | 1040                                 | 1102                                 | 1221                                 |